# セルマー
セルマー・カンパニー (The Selmer Company) またはセルマーUSA (Selmer USA) は、かつてアメリカ合衆国に存在した楽器メーカー。フランスの楽器メーカーであるヘンリー・セルマー・パリとは起源を同じくするが別会社である。2003年にコーン・セルマー (Conn-Selmer Company) となり、セルマーはコーン・セルマー内の1ブランドである。親会社は、セルマー・インダストリーズ (Selmer Industries) が母体となったスタインウェイ・ミュージカル・インスツルメンツ。インディアナ州エルクハート市に工場を持っている。

## セルマーの歴史
セルマーのルーツは、19世紀後半にパリ国立高等音楽・舞踊学校（パリ音楽院）でクラリネットを学んだアンリ・シェリー・セルメール（ヘンリー・セルマー、Henri Chéry Selmer）とアレクサンドル・セルメール（アレクサンダー・セルマー、Alexandre Selmer）という2人の兄弟である。当時、楽器とその付随品は主に手作りであり、プロの演奏家は自らの楽器、付随品の修理や改良をする熟練した技術が必要であった。フランス共和国防衛隊楽団（ギャルド・レピュブリケーヌ吹奏楽団）やオペラ＝コミック座などでクラリネット奏者をしていたアンリは、後にリードやマウスピースの製造も始めた。そしてパリに修理店を開き、間もなくクラリネットの製造も始めた。このアンリの工房が後のヘンリー・セルマー・パリへと発展した。
一方、アレクサンドルはアメリカに渡り、1895年から1910年までボストン交響楽団、シンシナティ交響楽団、ニューヨーク・フィルハーモニックなどで主要なクラリネット奏者（ソリスト）として演奏していた。アンリがクラリネットを作り始めて間もなく、アレクサンドルは兄の楽器や付随品（リードやマウスピースなど）をアメリカで売るため、ニューヨークに店を開いた。1904年、ミズーリ州セントルイスで行われたセントルイス万国博覧会において、セルマーのクラリネットは金メダルに輝き、セルマー製品の名声と売り上げを大きく後押しした。1918年にアレクサンドルは、家族のビジネスを助けるためにアメリカを離れてパリに戻った。会社の経営権は従業員であったジョージ・バンディ（George Bundy）に託された。バンディは小売と流通ビジネスを拡張し、ヴィンセント・バック・コーポレーション（The Vincent Bach Corporation, 金管楽器）、マーティン（C.F.Martin & Company, ギター）、ラディック・ムッサー（Ludwig-Musser, 打楽器）など他社の楽器も取り扱った。
またバンディは、すぐにフルートの製造を始めることを決め、セルマー・フルートの設計のためにジョージ・ヘインズ（George W. Haynes：有名なフルート・メーカー、ヘインズ（Wm. S. Haynes Co., Inc.）の一族出身）を雇った。セルマー・フルートの製造拠点はすぐに、有名なフルート・メーカーがいくつかあり、熟練労働者がいるマサチューセッツ州ボストンに移った。さらにバンディは、ドイツで名声を得ていた若い職人であるクルト・ゲマインハルト（Kurt Gemeinhardt）を、セルマー・フルートの設計を補助させるために雇った。
1920年代までに、バンディはニューヨークが会社の成長を妨げていることに気づき、すでにいくつかの楽器メーカーがあったインディアナ州エルクハートに生産設備を移した。ニューヨークの設備は1951年で終了させた（最後は小売店のみ）。
1927年もしくは1928年（資料によって違いがある）、バンディはセルマー兄弟からアメリカのビジネス権を買い取った。これによって、セルマーUSAはセルマー・パリから経営上は独立したが、互いの製品の独占的な代理店関係はその後も残った。フランスのセルマー・パリはより高級なプロの演奏家向け高品質製品の生産に集中し、アメリカのセルマーは学生やアマチュアの演奏家向けの低価格な量産品の製造に集中した。1941年以降、アメリカの製品はしばしばバンディ（Bundy）のブランド名で製造された。
1940年代、プラスチックに関する工業技術の成長は、楽器の分野にまで広がった。1948年、セルマーはバンディ・レゾナイト・1400（Bundy Resonite 1400）と呼ばれるプラスチック製クラリネットを製造し、商業的に成功した。第二次世界大戦は楽器の製造と輸入を停止させ、その間（1944年から1946年前半）セルマーの工場は戦争準備用の輸出包装にもっぱら使用された。大戦後は従来の楽器製造に加え、セルマー・パリの高級楽器の輸入販売以外にノックダウン生産を始め、1980年代まで続けた。
1960年代から1970年代のベビーブームと学校での音楽授業の増加は、バンドやオーケストラ向けの楽器ビジネスを大きく成長させた。この成長を利用し、セルマーは他の楽器メーカーの買収を始めた。1961年のヴィンセント・バック・コーポレーション買収を手始めに、1963年にビュッシャー（Buescher Band Instrument, サクソフォーン）、1966年にブリルハート（Brilhart, サクソフォーン・マウスピース）、1977年にグラーゼル・ストリング・インストゥルメント・サービス（Glasel String Instrument Service, 弦楽器）、1981年にラディック・ムッサー、1995年にウィリアム・ルイス（William Lewis & Son, 弦楽器）と次々に買収を行った。1995年にはこれらの親会社となるセルマー・インダストリーズ（Selmer Industries）が、スタインウェイ・アンド・サンズ（Steinway & Sons）の親会社を買収し、スタインウェイ・ミュージカル・インスツルメンツ（Steinway Musical Instruments, Inc.）として発足する。2003年、スタインウェイ・ミュージカル・インスツルメンツはC.G.コーン（金管楽器）を含むユナイテッド・ミュージカル・インスツルメンツ（United Musical Instruments, Inc.）を買収、再編してコーン・セルマー（Conn-Selmer, Inc.）が発足した。

## セルマーの楽器
主にクラリネット、サクソフォーン、フルート、オーボエなどの木管楽器及びアクセサリーの製造・販売を行っており、セルマー・パリの楽器の販売代理店も行っていた。
1940年代から1980年代まではセルマー・パリの部品を用いてアメリカで現地生産するノックダウン方式によってプロ向けの高級サクソフォーンなどを製造していた。一般に、ノックダウン方式によってアメリカの工場で生産されたサクソフォーンは、日本の専門家や愛好家の間で「アメリカン・セルマー」、略称で「アメセル」と呼ばれている。セルマーは世界的にサクソフォーン・メーカーとしての名声が高いため、同時期に製造販売していたフルートやクラリネットも「アメセル・フルート」、「アメセル・クラリネット」と呼ばれることがある。これに対してセルマー・パリの楽器は通称「フラセル」と呼ばれることがある。当然ながら、いずれも日本独自の呼び方である。
「アメセル」と呼ばれるサクソフォーンは、基本設計や部品は同じであるが、その組み立てや塗装等にヨーロッパとは異なるアプローチがあることから、同じ名を冠しながらフランスの製品とは一線を画しており、その評価は高く、入手する際の価格でも倍近い差として表れている。アメリカ国内はもとより、日本でも大きな反響を呼ぶ事となった。
以前はコーン・セルマー内、Selmer (USA) ブランドでもプロモデルが生産されていたが現在はアマチュア向けのサクソフォーンをアジアで製造し、アメリカで製品のチェックと認可を行い、BUNDY II（バンディ2）、AS-700といった製品名で販売している。